# Cung điện Martinic
Cung điện Martinic (tiếng Séc: Martinický palác) là một trong những cung điện lịch sử nằm trên quảng trường Hradčany, Cộng hòa Séc. Đây cũng là một trong những công trình kiến trúc thời kỳ Phục hưng đẹp nhất ở Praha vào thế kỷ 16. Công trình kiến trúc này có tên trong danh sách di tích văn hóa của Cộng hòa Séc.

## Lịch sử
- Năm 1541: Một trận hỏa hoạn lớn xảy ra ở Phố nhỏ và Hradčany đã thiêu rụi hoàn toàn những ngôi nhà kiểu Gothic. Vài năm sau, nơi đây dựng lên một tòa nhà mới mang phong cách kiến trúc thời Phục hưng.[2]
- 1589 - 1788: Gia đình quý tộc Martinic đến từ Smečno mua lại khu bất động sản này và tiến hành xây dựng lại tòa nhà thành một cung điện mang phong cách Baroque. Lúc bấy giờ, tòa nhà được mở rộng thêm một tầng và một sảnh lớn. Một phiến đá cẩm thạch với biểu tượng quốc huy nhà Martinic được lắp ở phía trên lối vào chính.[2]
- Năm 1799: Cung điện thuộc sở hữu của Josefa Weitenweberová, người đã xây dựng lại tòa nhà thành nhiều căn hộ cho thuê.[3]
- 1967 - 1973: Công việc tái thiết cung điện được tiến hành dựa theo kế hoạch của kiến trúc sư Zdeněk Hölzel. Các chi tiết thời kỳ Phục hưng và Baroque như mái vòm, trần nhà, các bức bích họa và đồ trang trí vẫn được bảo tồn và phục hồi nguyên dạng. Sau đó, tòa nhà trở thành trụ sở làm việc của Sở Kiến trúc sư trưởng Thành phố Praha.
- Năm 2016: Cung điện Martinic được bán cho Tập đoàn đầu tư R2G của Séc.[4] Khuôn viên cung điện được sử dụng để tổ chức hội nghị, lễ cưới và các sự kiện xã hội khác.

## Hình ảnh

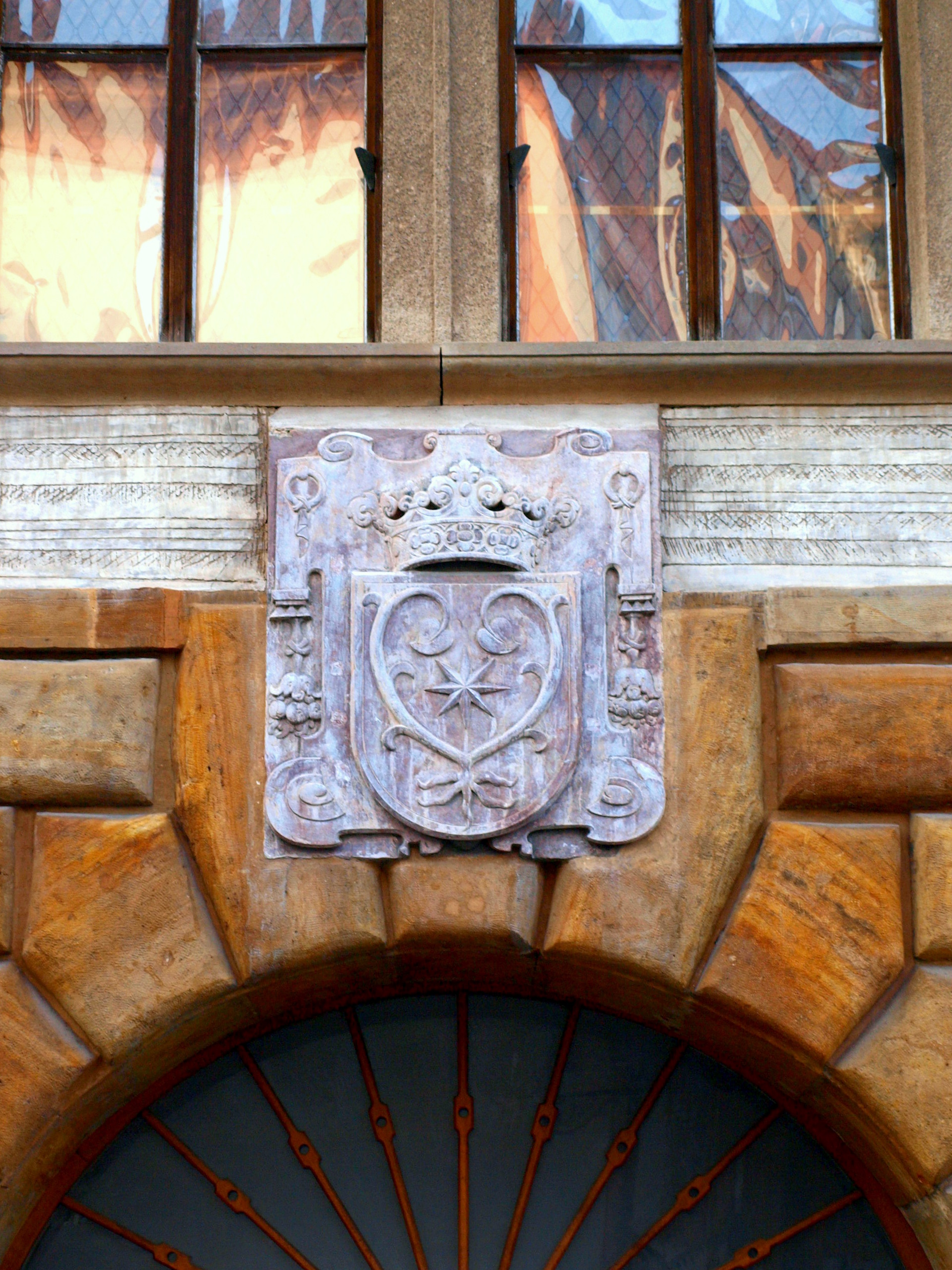
Quốc huy phía trên lối vào
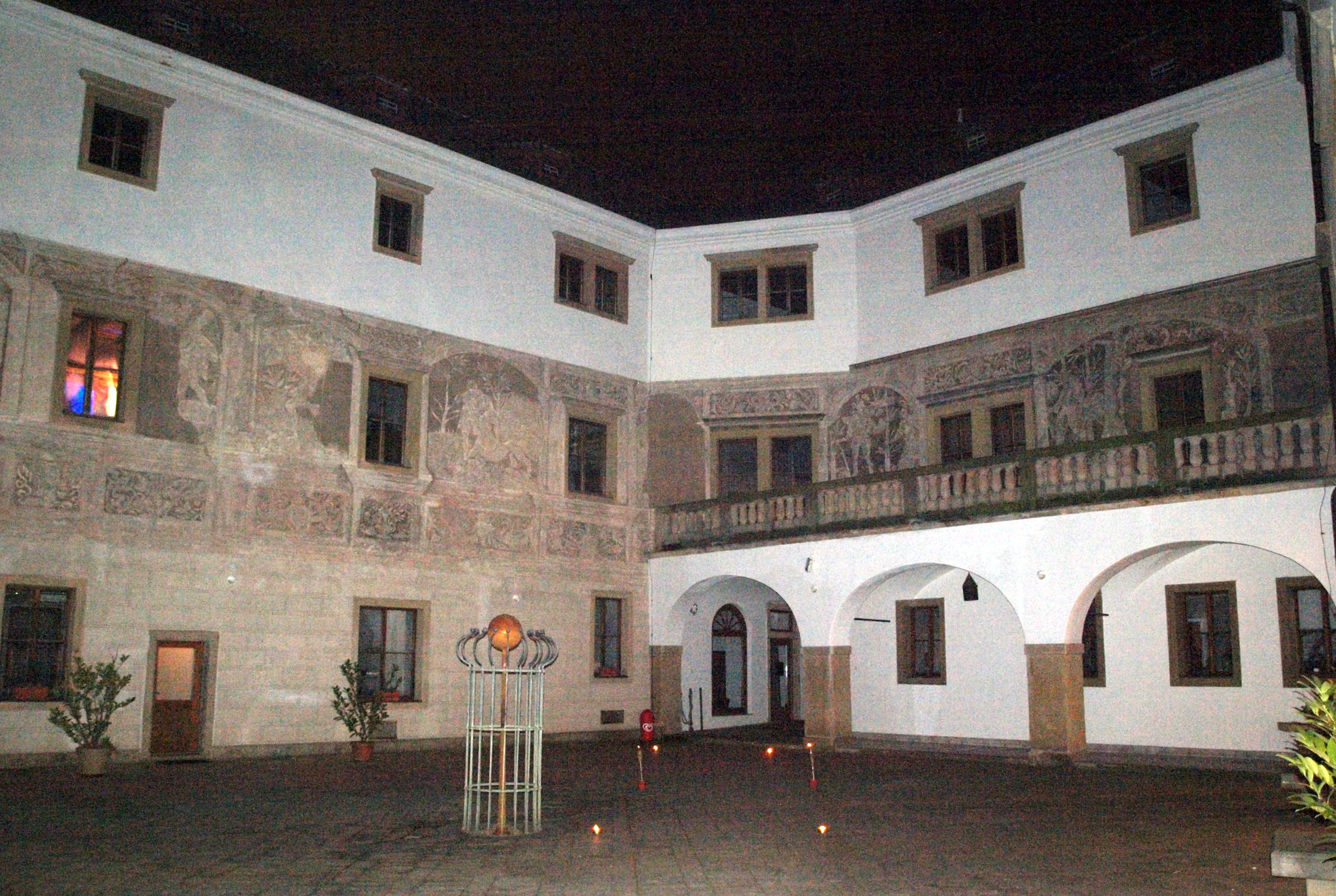
Sân trong cung điện
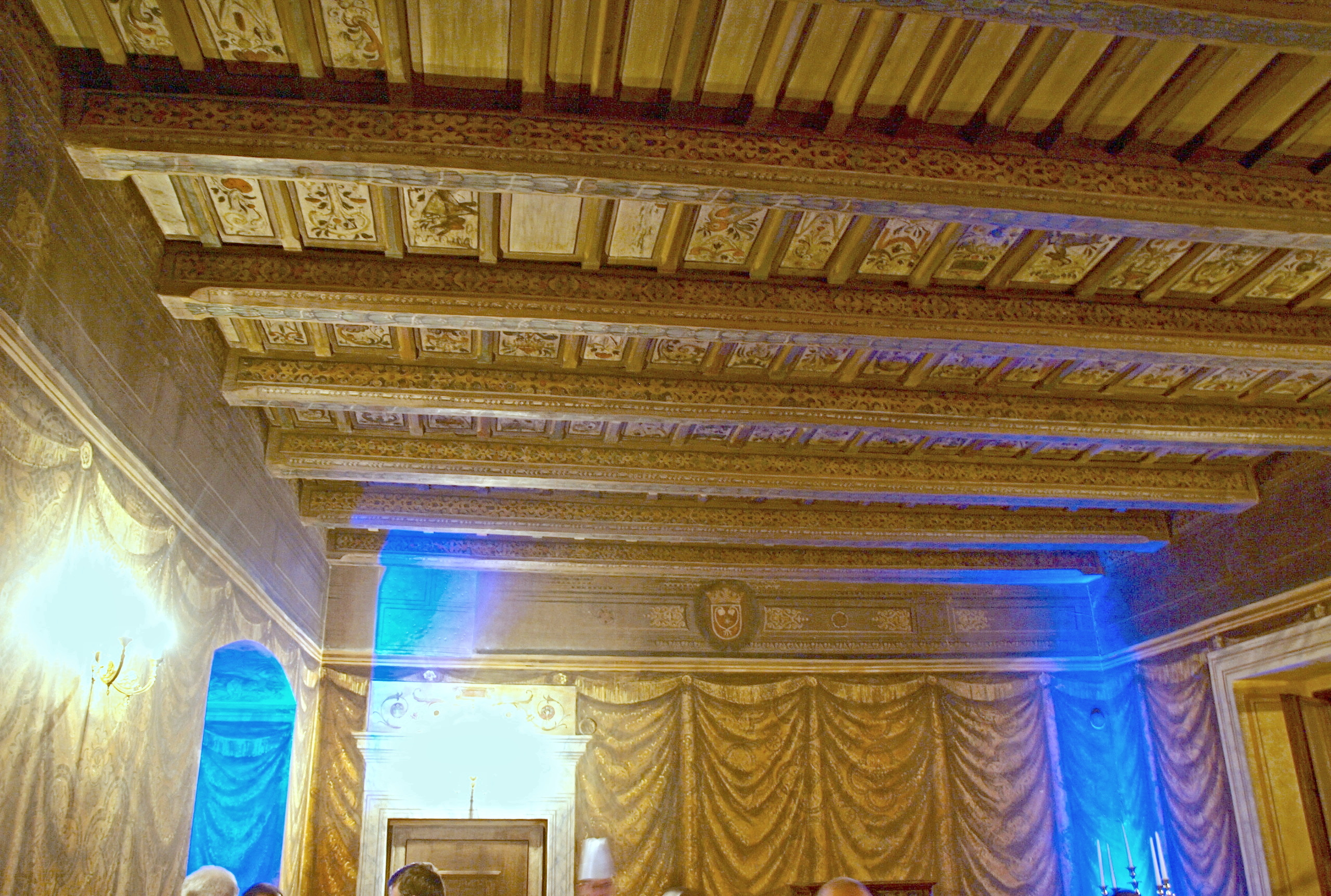
Nội thất thời Phục hưng